# Кияшко Микола Никандрович
Микола Никандрович Кияшко (23 грудня 1922, Балаклава — 5 квітня 2004, Київ) — радянський офіцер, Герой Радянського Союзу, в роки радянсько-німецької війни командир взводу управління 299-го артилерійського полку 194-ї стрілецької дивізії 48-ї армії Центрального фронту, старший лейтенант.

## Біографія
Народився 23 грудня 1922 року в місті Балаклава (нині в межах міста Севастополя) в сім'ї робітника. Українець. Член ВКП(б)/КПРС з 1943 року. Закінчив середню школу.
У 1941 році призваний до лав Червоної Армії. Закінчив прискорений курс Ростовського артилерійського училища. У боях радянсько-німецької війни з квітня 1942 року. Воював на Центральному та інших фронтах.
28 серпня 1943 командир взводу управління 299-го артилерійського полку старший лейтенант М. М. Кияшко з групою розвідників висунувся на висоту біля села Березовець і села Ізбічня Комарічского району Брянської області, забрався у підбитий танк зі справною гарматою і відкрив вогонь по протитанкових гарматах противника. Знищив гармату з обслугою.
29 серпня 1943 року старший лейтенант М. Н. Кияшко з групою розвідників брав участь в атаці на танках, знищив вісімнадцять гітлерівців і вісім взяв у полон. Був поранений, але не залишив поля бою.
Указом Президії Верховної Ради СРСР від 24 грудня 1943 року за зразкове виконання бойових завдань командування і проявлені при цьому мужність і героїзм старшому лейтенанту Миколі Никандровичу Кияшку присвоєно звання Героя Радянського Союзу з врученням ордена Леніна і медалі «Золота Зірка» (№ 2234).

Могила Миколи Кияшка

Після закінчення війни — в запасі. У 1957 році закінчив Всесоюзний інститут харчової промисловості. Жив у Києві. Працював інженером-економістом, директором магазину. Помер 5 квітня 2004 року. Похований у Києві на Міському кладовищі «Берківці».

## Нагороди
Нагороджений орденом Леніна, орденом Вітчизняної війни 1-го ступеня, орденом Червоної Зірки, медалями.